# Небие, Северин
Северин Небие (фр. Séverine Nébié; 27 ноября 1982, Бандео-Напоне, Буркина-Фасо) — дзюдоистка из Буркина-Фасо, участница Олимпийских игр 2012 года.
На Церемонии открытия летних Олимпийских игр 2012 была знаменосцем команды Буркина-Фасо.

## Карьера
На Олимпиаде 2012 года, проходившей в Лондоне участвовала в весовой категории до 63 кг. Однако на втором круге уступила дзюдоистке из Нидерландов Элизабет Виллебурдс.